# Kastina
Kastina (arab. قسطينة) – nieistniejąca już arabska wieś, która była położona w Dystrykcie Gazy w Mandacie Palestyny. Wieś została wyludniona i zniszczona podczas I wojny izraelsko-arabskiej, po ataku Sił Obronnych Izraela w dniu 9 lipca 1948.

## Położenie
Kastina leżała na równinie nadmorskiej. Według danych z 1945 do wsi należały ziemie o powierzchni 12 019 ha. We wsi mieszkało wówczas 890 osób.
| własność gruntów | powierzchnia gruntów (hektary) |
| ---------------- | ------------------------------ |
| Arabowie         | 8438                           |
| Żydzi            | 3135                           |
| publiczne        | 446                            |
| Razem            | 12 019                         |

| Rodzaj użytkowanych gruntów | Arabowie (hektary) | Żydzi (hektary) |
| --------------------------- | ------------------ | --------------- |
| drzewa cytrusowe            | 235                | 0               |
| uprawy nawadniane           | 770                | 0               |
| uprawy zbóż                 | 7317               | 3069            |
| nieużytki                   | 525                | 0               |
| zabudowane                  | 37                 | 66              |

## Historia
W 1596 Kastina była niewielką wsią o populacji liczącej 385 osób. Mieszkańcy utrzymywali się z upraw pszenicy, jęczmienia, sezamu, winnic i owoców, oraz hodowli kóz i produkcji miodu.
W okresie panowania Brytyjczyków Kastina rozwijała się jako duża wieś z meczetem. W 1936 wybudowano szkołę dla chłopców, do której w 1945 uczęszczało 161 uczniów. W jej pobliżu znajdowała się brytyjska baza wojskowa.
Podczas I wojny izraelsko-arabskiej w nocy z 8 na 9 lipca 1948 Siły Obronne Izraela rozpoczęły operację An-Far, podczas której Kastina została zajęta i całkowicie wysiedlona. Wszystkie jej domy wyburzono

## Miejsce obecnie
Rejon wioski zajmują obecnie moszawy Arugot i Kefar Achim, oraz część miasta Kirjat Malachi.
Palestyński historyk Walid Chalidi, tak opisał pozostałości wioski Kastina: „Pozostały tylko resztki domów rozrzucone po całym terenie. Zespół naukowców badających aktualny stan wyludnionych wsi odwiedził miejsce i stwierdził, że teren jest porośnięty krzewami i trawami wysokimi na wysokość około 2 metrów”.